# Piaski (Ełk)

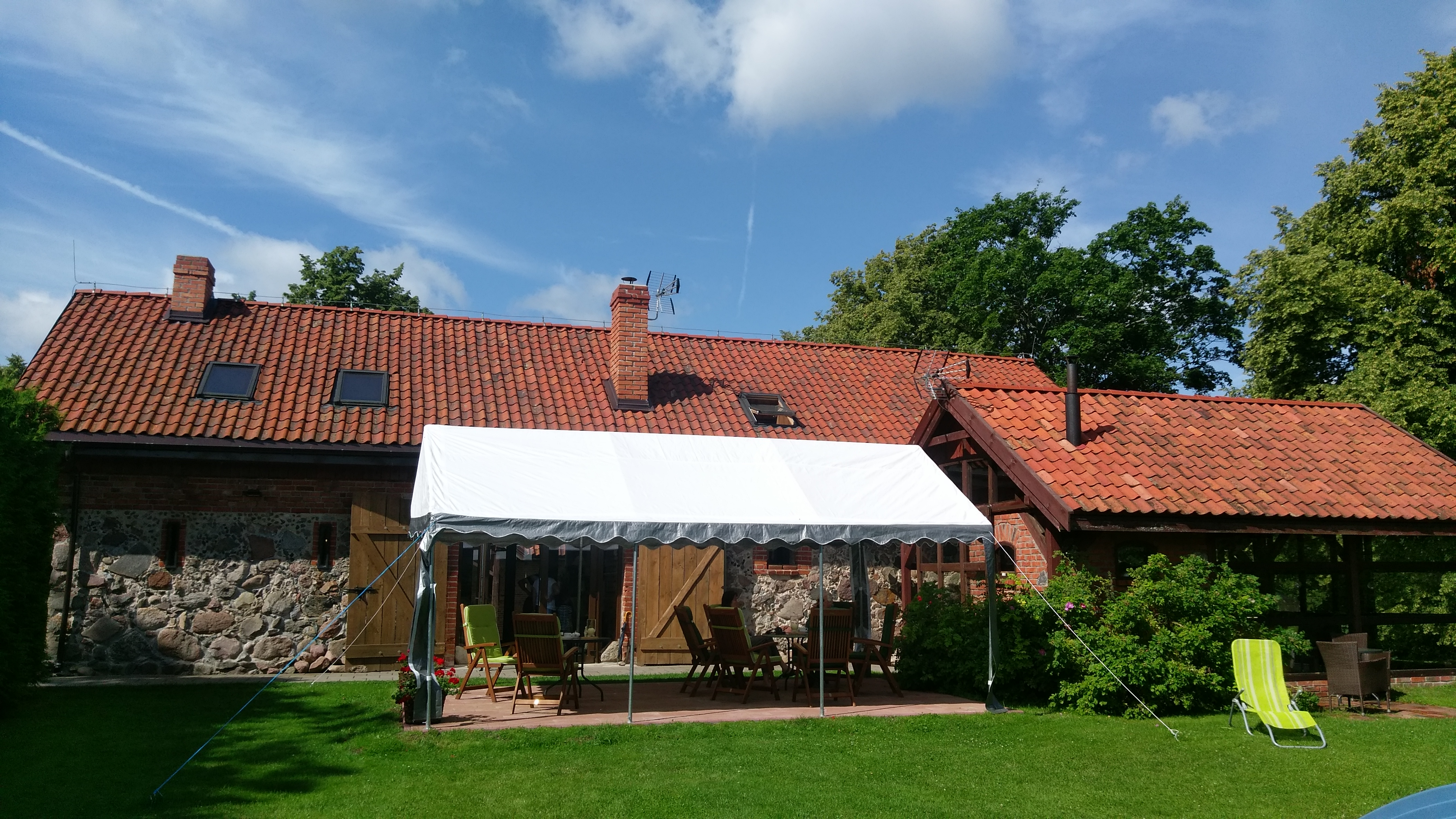
Piaski

Piaski (deutsch Piasken, 1927 bis 1945 Klein Rauschen) ist ein Dorf in der polnischen Woiwodschaft Ermland-Masuren und gehört zur Gmina Ełk (Landgemeinde Lyck) im Powiat Ełcki (Kreis Lyck).

## Geographische Lage
Piaski liegt am Ostufer des Jezioro Łaśmiady (1938 bis 1945 Laschmieden See, deutsch Laszmiaden See) im Osten der Woiwodschaft Ermland-Masuren. Die Kreisstadt Ełk (Lyck) liegt elf Kilometer in südöstlicher Richtung.

## Geschichte
Gegründet wurde das Dorf Piasken im Jahre 1474. 
Von 1874 bis 1945 war die Landgemeinde Piasken in den Amtsbezirk Stradaunen (polnisch Straduny) eingegliedert, der zum Kreis Lyck im Regierungsbezirk Gumbinnen (1905: Regierungsbezirk Allenstein) der preußischen Provinz Ostpreußen gehörte. Im Jahre 1910 zählte Piasken 237 Einwohner. Aufgrund der Bestimmungen des Versailler Vertrags stimmte die Bevölkerung im Abstimmungsgebiet Allenstein, zu dem Piasken gehörte, am 11. Juli 1920 über die weitere staatliche Zugehörigkeit zu Ostpreußen (und damit zu Deutschland) oder den Anschluss an Polen ab. In Piasken stimmten 180 Einwohner für den Verbleib bei Ostpreußen, auf Polen entfielen keine Stimmen.
Am 23. November 1927 wurde Piasken in „Klein Rauschen“ umbenannt. Die Einwohnerzahl betrug 1933 noch 207 und belief sich 1939 auf 201.
In Kriegsfolge kam das Dorf 1945 mit dem gesamten südlichen Ostpreußen zu Polen und trägt seither die polnische Namensform „Piaski“. Heute ist es Sitz eines Schulzenamtes (polnisch Sołectwa) und eine Ortschaft im Verbund der Gmina Ełk (Landgemeinde Lyck) im Powiat Ełcki (Kreis Lyck), vor 1998 der Woiwodschaft Suwałki, seither der Woiwodschaft Ermland-Masuren zugehörig.

## Religionen
Piasken war bis 1945 in die evangelische Kirche Stradaunen in der Kirchenprovinz Ostpreußen der Kirche der Altpreußischen Union und in die katholische Kirche St. Adalbert in Lyck (Ełk) im Bistum Ermland eingepfarrt. 
Heute gehört Piaski zur katholischen Pfarrei Straduny im Bistum Ełk der Römisch-katholischen Kirche in Polen. Die evangelischen Kirchenglieder halten sich zur Kirchengemeinde in Ełk, einer Filialgemeinde der Pfarrei Pisz (deutsch Johannisburg) in der Diözese Masuren der Evangelisch-Augsburgischen Kirche in Polen.

## Verkehr
Piaski liegt an einer Nebenstraße, die bei Straduny (Stradaunen) von der polnischen Landesstraße 65 (frühere deutsche Reichsstraße 132) abzweigt und über Połom (Polommen, 1938 bis 1945 Herzogsmühle) bis nach Wronki (Wronken, 1938 bis 1945 Fronicken) an der Woiwodschaftsstraße 655 führt. 

## Persönlichkeiten
- Arthur Braunschweig (* 1888 in Piasken; † zw. 1954/57), Maler, Grafiker und Fachautor